# Unteroffizier
Unteroffizier este un grad militar în Bundeswehr și în forțele armate (Heer și Luftwaffe) ale țărilor vorbitoare de limba germană. Gradul echivalent în forțele armate anglofone este cel de sergent sau sergent major. Cu toate acestea, Unteroffizier este, de asemenea, numele colectiv folosit pentru toți subofițerii.

## Germania
În Germania, Unteroffizier („ofițer subordonat”) este atât un grad militar, cât și un termen generic pentru orice subofițer, care a existat începând din secolul al XVII-lea.
În perioada nazistă, gradul de unteroffizier era un grad inferior atât în Luftwaffe, cât și în Heer (armată), echivalent cu cel de caporal în țările vorbitoare de limba engleză. 
Gradul continuă să fie utilizat în Bundeswehr-ul german.
Există două clase de subofițeri:
- Unteroffiziere ohne Portepee, care cuprinde:
  - Unteroffizier și Fahnenjunker
  - Stabsunteroffizier
- Unteroffiziere mit Portepee, care cuprinde:
  - Feldwebel și Fähnrich
  - Oberfeldwebel (Oberbootsmann)
  - Hauptfeldwebel și Oberfähnrich
  - Stabsfeldwebel
  - Oberstabsfeldwebel

În mod informal, corpul subofițerilor „mit Portepee” este adesea numit corpul Feldwebel-ilor, ceea ce creează confuzie cu termenul colectiv Unteroffizier care există deja. Termenul Unteroffizier are la rândul său un al treilea sens și anume: subofițer ohne Portepee, spre deosebire de corpul Feldwebel-ilor.
Unteroffizier se traduce ca „subofițer” și, cu sensul de grad specific, este echivalent în perioada contemporană cu gradul de sergent în forțele NATO. Gradul Unteroffizier a fost considerat, în plan istoric, similar gradului de caporal și, astfel, cu atribuții similare unui caporal din Armata Britanică. În timp de pace un Unteroffizier era un soldat de carieră care instruia militari în termen sau conducea grupe și plutoane. El putea avansa în grad, devenind un Unteroffizier mit Portepee, adică un Feldwebel, care era cel mai înalt grad la care putea ajunge un soldat de carieră. Era aproape imposibil ca un subofițer să intre în corpul ofițerilor, cu excepția perioadelor de război.
Unteroffizierskorps era format din soldați profesioniști care formau coloana vertebrală a armatelor germane. Această tradiție nu a fost schimbat de către Bundeswehr în care toate gradele de Unteroffizier și gradele superioare sunt acordate numai soldaților profesioniști care semnează un contract pentru un stagiu militar prelungit.
Unteroffizier este unul dintre puținele grade militare germane ale cărui însemne au rămas neschimbate în ultima o sută de ani. Epoleții unui Unteroffizier modern sunt relativ similari modelelor din Primul Război Mondial și din cel de-al Doilea Război Mondial. 
Un Unteroffizier din actualul Bundeswehr comandă deobicei formațiuni militare de mărimea grupelor sau acționează ca adjuncți ai comandanților de pluton. Gradul este, de asemenea, folosit în Aviația Germană. În Bundeswehr gradul de Stabsunteroffizier (grad inferior de subofițer) se află între gradele Unteroffizier și Feldwebel.

## Austria
Unteroffizier(e) (en: subofițer(i)) este numele colectiv folosit pentru toți subofițerii de rang inferior din forțele moderne austriece Bundesheer. El cuprinde grupele M BUO 2 (subofițer profesionist 2; de: Berufsunteroffizier 2), cu gradul Oberwachtmeister (OR6), și M ZUO 2 (subofițer pe perioadă determinată 2; de: Zeitunteroffizier 2), cu gradul Wachtmeister (OR5).
Educarea și instruirea militarilor din corpul Unteroffizier a fost reformată în 1995 și introdusă treptat până în 2000 în cadrul tuturor forțelor armate. Primii care au urmat această pregătire au fost subofițerii profesioniști din grupul M BUO 1 (Stabsunteroffiziere, subofițeri de stat major), urmați de cei din grupul M BUO 2 (Unteroffiziere, subofițeri).
În urma examinării pozitive, aspiranții la cariera militară urmau cursuri de pregătire ca subofițeri la Heeresunteroffiziersakademie (HUAk) din Enns. Absolvenții cursurilor sunt avansați la gradul de Unteroffizier și numiți în mod obișnuit în funcțiile de comandant de grupă (de: Gruppenkommandant) sau primesc diferite misiuni în unități militare sau în statele majore.
|                    | Subofițeri (de: Unteroffiziere) | Subofițeri (de: Unteroffiziere) |
| ------------------ | ------------------------------- | ------------------------------- |
| Uniformă de luptă  |                                 |                                 |
| Uniformă de paradă |                                 |                                 |
| Culoarea corpului  | Servicii medicale               | Aviație                         |
| Caschetă           |                                 |                                 |
| Grad               | Oberwachtmeister (OWm)          | Wachtmeister (Wm)               |
| Echivalent NATO    | Sergent major                   | Sergent                         |
| rang               | OR-6                            | OR-5                            |